# Proconura incongruens
Proconura incongruens är en stekelart som först beskrevs av Masi 1932.  Proconura incongruens ingår i släktet Proconura och familjen bredlårsteklar. Inga underarter finns listade i Catalogue of Life.